# Paul Van den Broeck
Paul N. Van den Broek (18 de setembre de 1904 - ?) va ser un corredor de bobsleigh i jugador d'hoquei sobre gel belga, que va competir a començaments del segle xx.
El 1924 va prendre part en els Jocs Olímpics de Chamonix, on guanyà la medalla de bronze en la prova de bobs a 4 formant equip amb Charles Mulder, René Mortiaux, Victor Verschueren i Henri Willems. En aquests mateixos Jocs disputà la competició d'hoquei sobre gel, en què quedà eliminat en primera ronda.